# محمد ترابی
محمد ترابی (زادهٔ ۲۵ شهریور ۱۳۷۱ در اصفهان) بازیکن بسکتبال اهل ایران است که برای باشگاه بسکتبال پالایش نفت آبادان بازی می‌کند.
وی سابقه بازی در تیم‌های مس رفسنجان و ذوب آهن اصفهان را دارد.
محمد ترابی سابقه حضور در تیم ملی را دارد.
ترابی در بازی‌های آسیایی هانگژو ۲۰۲۳ تیم ملی بسکتبال ایران را همراهی می‌کرد.